# Fiad
Fiad là một thị trấn thuộc hạt Somogy, Hungary. Thị trấn này có diện tích 14,91 km², dân số năm 2010 là 158 người, mật độ 11 người/km².